# Vivian Kong
Vivian Kong Man Wai, född 8 februari 1994 i Hongkong, är en fäktare som tävlar i värja. Kong har deltagit vid tre olympiska spel och vid olympiska sommarspelen 2024 vann hon guld i värja. Hon har även vunnit två VM-brons samt tre guld i asiatiska mästerskapen.